# À l'Ombre
 À l'ombre è  il titolo del primo singolo della cantautrice francese Mylène Farmer, estratto dal suo nono album studio Monkey Me, pubblicato il 26 novembre 2012 dall'etichetta discografica Polydor.

## Produzione
La canzone è una traccia elettro-pop accompagnata fino al finale da una pianola stile Bontempi. Questa è una delle poche canzoni in cui Mylène Farmer utilizza a pieno le sue capacità vocali, presentando delle tonalità gravi ma anche acute. La musica è affidata a Laurent Boutonnat mentre per le parole l'autrice è la stessa cantante.

## Videoclip
Il videoclip viene diffuso per la prima volta il 1º dicembre 2012 su TF1. Il realizzatore è Laurent Boutonnat, che per circa 10 anni non aveva più curato i videoclip della cantautrice. Mylène Farmer è circondata da alcuni lupi in fuga e da alcuni ballerini. Un'altra scena mostra la cantante che deforma il suo aspetto con della argilla proprio come il pittore, scultore e performer Olivier de Sagazan fa con le proprie opere. È lui stesso a partecipare direttamente alla produzione del videoclip insieme a Boutonnat. Il coreografo è il ballerino e comedista Franck Desplanches.

## Versioni ufficiali
1. À l'ombre (Single version) - 4:51
2. À l'ombre (Instrumental) - 4:48
3. À l'ombre (Offer Nissim Club Remix) - 7:13
4. À l'ombre (Offer Nissim Radio Remix) - 4:12
5. À l'ombre (TYP Remix - Radio Version) - 4:20
6. À l'ombre (TYP Remix Club) - 7:00
7. À l'ombre (Tony Romera Radio Remix) - 3:26
8. À l'ombre (Tony Romera Club Remix) - 6:00
9. À l'ombre (Guéna LG Remix) - 7:59
10. À l'ombre (Guéna LG Epic Mix) - 6:36

## Classifiche e vendite
Ad oggi la traccia ha venduto circa 22 000 copie ed è il tredicesimo singolo della sua carriera ad essersi posizionato al primo posto in Francia, facendole così mantenere il record dell'artista con più singoli posizionati alla numero 1 in Francia.
| Classifica (2012) | Posizione raggiunta |
| ----------------- | ------------------- |
| Francia           | 1                   |
| Belgio (Vallonia) | 2                   |